# Salone dell'automobile di Los Angeles

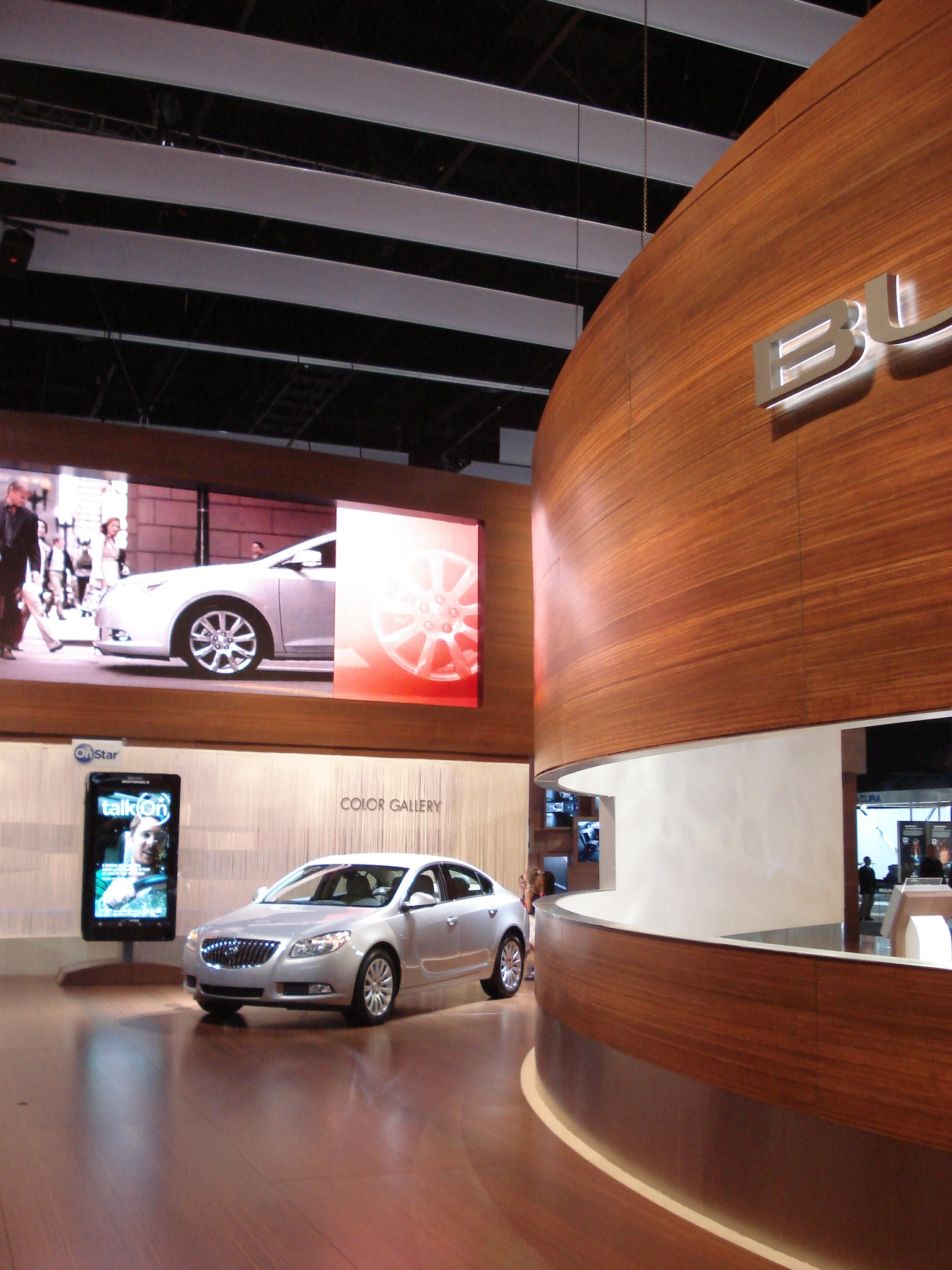
Uno scorcio del salone nel 2011

Il Salone dell'automobile di Los Angeles (in inglese LA Auto Show) è un salone dell'automobile che si svolge ogni anno tra la fine di novembre e l'inizio di dicembre nella città statunitense. Organizzato all'interno del Los Angeles Convention Center, è sostenuto anche dal Greater Los Angeles New Car Dealers Association (cioè l'associazione dei concessionari d’auto di Los Angeles). È aperto al pubblico per dieci giorni, e copre una superficie espositiva di 71.000 m². Il periodo di apertura al pubblico è preceduto da due giorni in cui sono organizzati incontri tra la stampa, i progettisti ed i rappresentanti dell'industria automobilistica.

## Storia
La prima edizione ha avuto luogo nel 1907, quando 99 modelli di autovettura vennero esposti al Morley's Skating Rink. Con l'accrescere della sua importanza, il luogo dove era organizzato il salone cambiò relativamente spesso, tant'è che durante gli anni venti venne allestito in quattro luoghi diversi per venire incontro alle crescenti esigenze dei venditori. Nel 1929, un circuito elettrico di un aeroplano che era esposto prese fuoco. L'incendio si propagò in tutto il salone, causando più di un milione di dollari di danni. Il salone fu comunque riorganizzato l'anno seguente allo Shrine Auditorium.
Il salone continuò ad essere organizzato con un successo crescente negli anni trenta, ma non fu programmato dal 1940 al 1951 a causa della seconda guerra mondiale. Nel 1952 il salone riaprì al Pan Pacific Auditorium con 152 veicoli esposti, molti dei quali erano prodotti da costruttori internazionali.
Nei 50 anni successivi, il salone continuò a crescere fino a diventare uno degli eventi più importanti a livello mondiale del suo genere. All'inizio del XXI secolo il salone cambiò nome da The Greater Los Angeles Auto Show a LA Auto Show. Nel 2006 il salone fu organizzato sia a gennaio, cioè nel suo periodo consuetudinario, sia tra la fine di novembre e l'inizio di dicembre. Dall'anno successivo venne solo organizzato in quest'ultimo periodo.